# Liste in Mali vorhandener Dampflokomotiven
Dies ist eine Liste erhaltener Dampflokomotiven auf dem Gebiet von Mali.

## Spurweite 1000 mm
| Foto | Nummer oder Name | Bauart / Achsfolge | Hersteller | Fabrik- nr. | Baujahr | Historie | Eigentümer / Betreiber / Strecke | Standort                                        | Bemerkungen |
| ---- | ---------------- | ------------------ | ---------- | ----------- | ------- | -------- | -------------------------------- | ----------------------------------------------- | ----------- |
|      | 14               | C n2t              | Pinguely   | 143         | 1902    |          |                                  | Bamako, vor dem Direktionsgebäude von Transrail | [ 1 ]       |